# Miranda Wolpert
Miranda Wolpert (* 6. Februar 1962) ist eine britische Klinische Psychologin und Hochschullehrerin an der University of London.

## Leben
Wolpert, Tochter von Lewis Wolpert, studierte ab 1981 zunächst Geschichte. An der University of Cambridge erwarb sie 1984 den Bachelor- und ein Jahr später an der University of Sussex den Master-Grad. Erst anschließend widmete sie sich dem Studium der Klinischen Psychologie. Nach ihrem Abschluss arbeitete sie ab 1991 an der Riverside Mental Health Unit in London. Von der University of Surrey wurde sie 1998 zur Dr. psych. promoviert. Anschließend war sie als unabhängige Psychologin in London selbstständig tätig und fungierte gleichzeitig als Beraterin für die Child and Adolescent Mental Health Services in Bedfordshire. Von 2006 bis 2008 war Wolpert Direktorin am Anna Freud Centre in London sowie der Evidence Based Practice Unit in London, ab 2008 auch des Child Outcomes Research Consortium. Seit 2016 ist Wolpert ordentliche Professorin für Evidence Based Practice and Research am University College London der Universität London. 2017 wurde sie zum Mitglied des Order of the British Empire ernannt. Seit 2021 ist sie außerdem der Abteilung für geistige Gesundheit des Wellcome Trusts. 2022 wurde sie zum Mitglied in die Deutsche Akademie der Naturforscher Leopoldina gewählt.

## Forschung
Wolperts Forschungsschwerpunkte liegen im Bereich der Prävention und Früherkennung psychischer Erkrankungen, wobei sie sich hauptsächlich auf Kinder und junge Menschen fokussiert. Die von ihr erforschten Interventionsmöglichkeiten zur möglichst frühen Vermeidung psychischer Erkrankungen liegen dabei hauptsächlich auf gesellschaftlicher Ebene, insbesondere in schulischer und häuslicher Hinsicht.